# Lobispa sentus
Lobispa sentus là một loài bọ cánh cứng trong họ Chrysomelidae. Loài này được Staines miêu tả khoa học năm 2001.